# El Gordo
Ne doit pas être confondu avec El Gordo (amas).
El Gordo est une commune de la province de Cáceres dans la communauté autonome d'Estrémadure en Espagne.

## Culture et patrimoine
Le dolmen de Guadalperal y est situé.